# Diane Solomon
Diane Solomon ist eine US-amerikanische Sängerin. 

## Leben und Wirken
Nach einem Studium in Oregon kam sie in den frühen 1970er Jahren nach London, weil sie an der Royal Academy of Dramatic Art studieren wollte. Nach einem Auftritt bei einer privaten Feier wurde sie allerdings von einem Fernsehproduzent angesprochen und so präsentierte sie, nach erfolgreichen Probeaufnahmen, einige Ausgaben lang die Musiksendung The Diane Solomon Show bei BBC One. Auch hatte sie Musikauftritte im britischen Fernsehen und brachte vier Alben auf den Markt. 
Sie nahm am Eurovision Song Contest 1985 zusammen mit Franck Olivier, Malcolm Roberts, Ireen Sheer, Margo und Chris Roberts für Luxemburg teil. Trotz des großen Aufgebots konnte die Gruppe mit Children, Kinder, Enfants nur Platz 13 erreichen.
Nach einer zweijährigen, krankheitsbedingten Pause in den 1990er Jahren begann sie sich für Ernährung und Homöopathie zu interessieren. In diesen Bereichen wurde sie dann als Beraterin in ihrem Wohnort in Connecticut tätig.